# 尖萼瘤果茶
尖萼瘤果茶（学名：Camellia acuticalyx）为山茶科山茶属的植物。分布在中国大陆的广西等地。